# Aurelian Roșca
Aurelian Roșca (n. 27 decembrie 1967, Craiova) este un antrenor de handbal din România. În vara anului 2014, din poziția de antrenor principal, Roșca a câștigat cu echipa României medalia de aur la Campionatul Mondial pentru Junioare din Republica Macedonia.
În sezonul 2015-2016, Roșca a fost antrenor principal al HCM Baia Mare. Începând din 7 noiembrie 2016, Aurelian Roșca a fost antrenorul principal al CSM București, până în 30 martie 2017, când a fost înlocuit cu Per Johansson. În sezonul 2017-2018 (7 iunie 2017 - 28 februarie 2018), a fost antrenor principal al HCM Râmnicu Vâlcea. Din 29 octombrie 2018 până pe 7 decembrie 2019 a antrenat echipa HC Dunărea Brăila.

## Echipe la care a antrenat
- HC Dunărea Brăila
- HCM Râmnicu Vâlcea
- CSM București
- HCM Baia Mare
- SCM Craiova
- Corona Brașov
- CS Oltchim Râmnicu Vâlcea (2008–2012, 2013, antrenor secund)
- Rulmentul Brașov
- Universitatea Remin Deva
- Echipa națională de junioare a României (2014–2015, antrenor principal)
- Echipa națională de senioare a României (2002–2005, antrenor secund)
- CNE Râmnicu Vâlcea

## Palmares
Club (antrenor principal)
- Liga Națională:
  -  Medalie de aur: 2017 CSM București
    -  Medalie de argint: 2016 HCM Baia Mare

- Cupa României:
- Medalie de aur:2022 SCM Gloria Buzău
  -  Medalie de bronz: 2015 SCM Craiova
  -  Medalie de bronz: 2016 HCM Baia Mare

- Supercupa României:
- Medalie de aur 2022 SCM Gloria Buzău
  -  Medalie de aur: 2015 HCM Baia Mare

- Liga Campionilor EHF
  - Sferturi de finală: 2016 HCM Baia Mare

Echipa națională (antrenor principal)
- Campionatul Mondial pentru Junioare
  -  Medalie de aur: 2014

- Campionatul European pentru Junioare
  -  Medalie de aur: 1999